# Sil·labari xipriota
El sil·labari xipriota va ser un sistema d'escriptura usat al Xipre de l'Edat de ferro, aproximadament des del segle XI aC fins a la seva substitució per l'alfabet grec al segle iv aC.
Se solia escriure de dreta a esquerra, però existeixen inscripcions que ho fan d'esquerra a dreta.
Procedeix del sil·labari xiprominoic que al seu torn deriva del lineal A de Creta.
La majoria de texts escrits amb aquest sistema es troben en el dialecte arcadoxipriota del grec antic.
Va ser desxifrat el segle xix.

## Signes
|             | -a | -e | -i | -o | -u |
| ----------- | -- | -- | -- | -- | -- |
|             | 𐠀  | 𐠁  | 𐠂  | 𐠃  | 𐠄  |
| w-          | 𐠲  | 𐠳  | 𐠴  | 𐠵  |    |
| z-          | 𐠼  |    |    | 𐠿  |    |
| j-          | 𐠅  | 𐠆  |    | 𐠈  |    |
| k-, g-, kh- | 𐠊  | 𐠋  | 𐠌  | 𐠍  | 𐠎  |
| l-          | 𐠏  | 𐠐  | 𐠑  | 𐠒  | 𐠓  |
| m-          | 𐠔  | 𐠕  | 𐠖  | 𐠗  | 𐠘  |
| n-          | 𐠙  | 𐠚  | 𐠛  | 𐠜  | 𐠝  |
| ks-         | 𐠷  | 𐠸  |    |    |    |
| p-, b-, ph- | 𐠞  | 𐠟  | 𐠠  | 𐠡  | 𐠢  |
| r-          | 𐠣  | 𐠤  | 𐠥  | 𐠦  | 𐠧  |
| s-          | 𐠨  | 𐠩  | 𐠪  | 𐠫  | 𐠬  |
| t-, d-, th- | 𐠭  | 𐠮  | 𐠯  | 𐠰  | 𐠱  |